# بومر غريسبي
بومر غريسبي (بالإنجليزية: Boomer Grigsby)‏ هو لاعب كرة قدم أمريكية أمريكي، ولد في 15 نوفمبر 1981 في كانتون في الولايات المتحدة.

## وصلات خارجية
- بومر غريسبي على موقع مرجع كرة القدم المحترفة.كوم (الإنجليزية)